# Модібо Діакіте
Модібо́ Діакіте́ (фр. Modibo Diakité, нар. 2 березня 1987, Бур-ла-Рен) — французький футболіст сенегальського походження, захисник клубу «Тернана».
Значну частину кар'єри провів у італійському «Лаціо», разом з яким став дворазовим володарем Кубка Італії та володарем Суперкубка Італії.

## Ігрова кар'єра

### Ранні роки
Народився 2 березня 1987 року в місті Бур-ла-Рен. Вихованець юнацьких команд футбольних клубів «Сампдорія» та «Пескара».
В основному складі «Пескари» дебютував 28 травня 2006 року у грі з «Мантовою» у Серії В. Цей матч став єдиним, проведеним французом у складі команди.

### «Лаціо»
Влітку 2006 року Діакіте перейшов в римський «Лаціо», який заплатив за перехід захисника 300 тис. євро. 1 квітня 2007 року Діакіте дебютував у складі «бьянкочелесті» у матчі серії А з клубом «Удінезе», в якому римський клуб переміг 4:2. Всього в першому сезоні француз провів за «Лаціо» 3 ігри, в одній з яких, з «Фіорентиною», вийшов у стартовому складі команди та навіть забив гол, який був скасований. 27 серпня 2007 року, в першому матчі сезону 2007/08 з «Торіно», Діакіте отримав важку травму — тріщину в гомілкової кістки. Внаслідок, футболіст пропустив залишок сезону.
На початку наступного сезону, 27 листопада 2008 року, Діакіте продовжив контракт з «Лаціо» до 2013 року. Через тиждень після підписання, Діакіте провів свій перший, після травми, офіційний матч, в якому «Лаціо» обіграв «Мілан» на Сан-Сіро у розіграші Кубка Італії з рахунком 2:1. У наступній грі, з «Інтером», француз знову вийшов на поле і став автором автоголу, а його клуб програв 0:3.
14 грудня 2008 року Модібо забив свій перший м'яч у складі «бьянкочелесті», вразивши ворота «Удінезе». Гра завершилася внічию 3:3, при цьому римський клуб програвав по ходу матчу 0:3. Всього в сезоні 2008/09 Діакіте провів 11 ігор, дві з яких в Кубку Італії, володарем якого став «Лаціо».
18 липня 2009 року Діакіте побився на тренуванні з партнером по команді Томмазо Роккі, після того, як той штовхнув його за грубу гру проти Мурада Мегні. 8 серпня Діакіте разом з командою виграв Суперкубок Італії.
У сезоні 2009/10 француз зіграв у 28 матчах, 6 з яких припали на Лігу Європи. Після приходу на пост головного тренера команди Едоардо Реї, Діакіте втратив місце в основному складі. Через нестачу ігрового часу француз висловив бажання залишити клуб. Незважаючи на бажання самого гравця та інтерес з боку 4 клубів серії А, керівництво «Лаціо» відмовило у продажу футболіста. Через це Діакіте був змушений залишитися в клубі.
Навесні 2013 на Діакіте почали претендувати кілька команд. Предметний інтерес був у російського «Терека», а також італійських «Наполі» і «Фіорентини». 

### «Сандерленд»
30 травня 2013 року Модібо підписав контракт з клубом англійської Прем'єр-ліги «Сандерлендом». Наразі встиг відіграти за клуб з Сандерленда 4 матчі в національному чемпіонаті.

## Статистика виступів

### Статистика клубних виступів
| Сезон             | Команда           | Чемпіонат         | Чемпіонат | Чемпіонат | Національний кубок | Національний кубок | Національний кубок | Континентальні кубки | Континентальні кубки | Континентальні кубки | Інші змагання | Інші змагання | Інші змагання | Усього | Усього |
| Сезон             | Команда           | Ліга              | Ігор      | Голів     | Ліга               | Ігор               | Голів              | Ліга                 | Ігор                 | Голів                | Ліга          | Ігор          | Голів         | Ігор   | Голів  |
| ----------------- | ----------------- | ----------------- | --------- | --------- | ------------------ | ------------------ | ------------------ | -------------------- | -------------------- | -------------------- | ------------- | ------------- | ------------- | ------ | ------ |
| 2005-06           | «Пескара»         | B                 | 1         | 0         | КІ                 | 0                  | 0                  | —                    | —                    | —                    | —             | —             | —             | 1      | 0      |
| 2006-07           | «Лаціо»           | A                 | 3         | 0         | КІ                 | 0                  | 0                  | —                    | —                    | —                    | —             | —             | —             | 3      | 0      |
| 2007-08           | «Лаціо»           | A                 | 1         | 0         | КІ                 | 0                  | 0                  | ЛЧ                   | 0                    | 0                    | —             | —             | —             | 1      | 0      |
| 2008-09           | «Лаціо»           | A                 | 9         | 1         | КІ                 | 2                  | 0                  | —                    | —                    | —                    | —             | —             | —             | 11     | 1      |
| 2009-10           | «Лаціо»           | A                 | 19        | 0         | КІ                 | 2                  | 0                  | ЛЄ                   | 6                    | 0                    | СІ            | 1             | 0             | 28     | 0      |
| 2010-11           | «Лаціо»           | A                 | 8         | 0         | КІ                 | 2                  | 0                  | —                    | —                    | —                    | —             | —             | —             | 10     | 0      |
| 2011-12           | «Лаціо»           | A                 | 25        | 1         | КІ                 | 2                  | 0                  | ЛЄ                   | 9                    | 0                    | —             | —             | —             | 36     | 1      |
| 2012-13           | «Лаціо»           | A                 | 0         | 0         | КІ                 | 1                  | 0                  | ЛЄ                   | 0                    | 0                    | —             | —             | —             | 1      | 0      |
| Усього за «Лаціо» | Усього за «Лаціо» | Усього за «Лаціо» | 65        | 2         |                    | 9                  | 0                  |                      | 15                   | 0                    |               | 1             | 0             | 90     | 2      |
| 2013-14           | «Сандерленд»      | ПЛ                | 4         | 0         | КА+КЛ              | 0+0                | 0+0                | —                    | —                    | —                    | —             | —             | —             | 4      | 0      |
| Усього за кар'єру | Усього за кар'єру | Усього за кар'єру | 70        | 2         |                    | 9                  | 0                  |                      | 15                   | 0                    |               | 1             | 0             | 95     | 2      |

## Титули і досягнення
- Володар Кубка Італії (2):

«Лаціо»: 2008-09, 2012-13
- Володар Суперкубка Італії (1):

«Лаціо»: 2009